# Ceuthomadarus chthoniopa
Ceuthomadarus chthoniopa is een vlinder uit de familie van de Lecithoceridae. De wetenschappelijke naam van de soort is voor het eerst geldig gepubliceerd in 1936 door Meyrick.